# Colegiul Național Carol I din Craiova
Colegiul Național „Carol I”, înființată ca Școala Centrală din Craiova, este o instituție de învățământ preuniversitar din Craiova, România. Din 1947 până în 1997 s-a numit Liceul „Nicolae Bălcescu” din Craiova.

## Istoric
Școala s-a înființat oficial la 20 mai 1826, însă construcția începe în 1832. La 11 ianuarie 1838 stâlpii școlii se dărâmă din cauza cutremurului. Clădirea se reconstruiește cu mobilier nou și cu un turn cu ceas, lucru neobișnuit pentru o școală. La mobilier se lucrase 12 ani cu o investiție de 300.000 lei. În noiembrie 1842 a fost inaugurat noul sediu și au început cursurile. Vechiul imobil al liceului era compus din parter și etaj, turnul cu orologiu, sala de festivități, un larg culoar cu ferestre mari spre grădină, cancelaria, internatul, iar la etaj apartamentul directorului. Din corpul didactic făceau parte Ioan Maiorescu și Grigore Pleșoianu.
În anul școlar 1843-1844 Școala Centrală avea 405 elevi (250 din Craiova și 155 din alte localități). După înfrângerea Revoluției de la 1848, școala se închide pentru că nu are dascălii necesari. Clădirea devine cazarmă, spital, bucătărie. După revoluție pe tronul Țării Românești urcă Barbu Știrbei care cumpărase terenul pentru școala craioveană.
În 1852 școala s-a închis din nou și clădirea sa devine comandament țarist și spital. Gheorghe Marin Fontanin protestează, este arestat, alungat, dar se întoarce și în 1854 deschide iar școala (acum gimnaziu). În 1860 i se adaugă un internat, iar din 1864 devine liceu. În 1885 este numită „Liceul Carol I” prin înalt decret regal.
Școala cea nouă s-a construit între anii 1893 și 1895 și a costat peste un milion de lei. Pictorul Francisc Tribalski a pictat frescele din bibliotecă și sala rotundă. Clădirea nouă, cu cupolă, era dotată cu mobilier luxos. Însă și acest local devine spital în timpul primului razboi mondial.

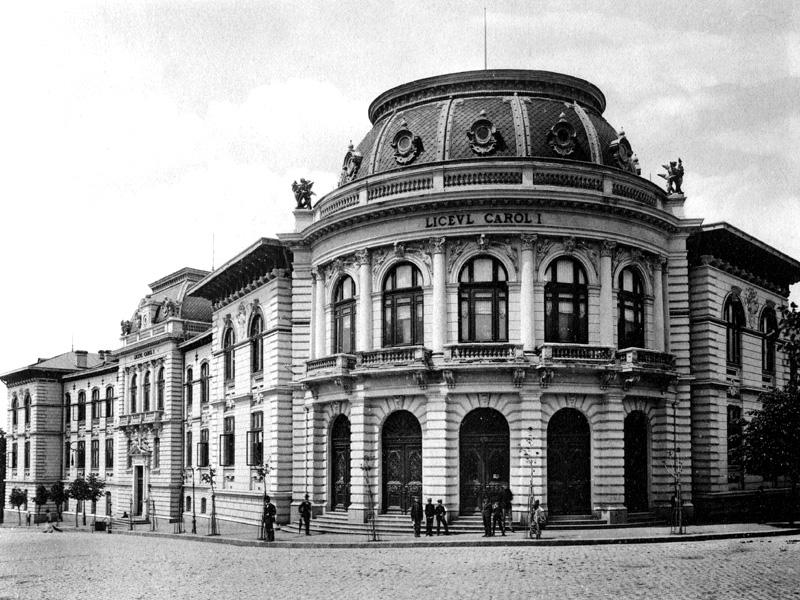
Clădirea liceului pe la 1900

În 1915, în cancelaria liceului aveau loc ședințele Societății „Prietenii Științei”, filiala Craiova, cu profesorii liceului mai ales. Activitatea se desfășura având ca membri personalități ale timpului. Ei au meritul de a fi înființat Universitatea din Craiova. În octombrie 1926 laboratorul de fizică este dotat cu aparate în valoare de 38.630 lei și este adusă la biologie colecția de roci.
În 1927 liceul nu avea bani să plătească primăriei taxa de 240.000 lei reprezentând contravaloarea taxei de construcție pentru al doilea etaj astfel clădirea liceului este sechestrată. Datoria la Banca Națională era de 2 milioane, cu care bani conducerea liceului a îmbogățit școala cu: un etaj (1925-1927), un stadion, o aripă nouă pentru internat, un bazin de înot, instalații sanitare moderne, o bibliotecă proprie etc., în valoare totală de aproape 7 milioane de lei. În 1912, liceul fusese împroprietărit cu 11 ha în afara orașului unde se vor construi grajduri pentru vite și locuințe pentru angajați. În perioada 1922-1933 cinematograful liceului prezintă filme săptămânal joi, vineri, sâmbăta și duminica între orele 15-20.
Numele Colegiul Național „Carol I” din Craiova e dat la 23 octombrie 1933 cu prilejul sărbătoririi centenarului liceului, cu 7 ani mai târziu.
În 1948, cu ocazia centenarului revoluției pașoptiste, liceul primește numele de Liceul de Matematică - Fizică Nicolae Bălcescu. Pentru mult timp director este profesorul de limba româna Nicolae Andrei, fratele ministrului de externe din acel timp, Ștefan Andrei.
În martie 1977, la ora 21:22, profesorii liceului aveau consiliu în sala de festivități când a început cutremurul. Clădirea a fost grav avariată. Specialiștii au propus demolarea clădirii susținând că nu prezintă siguranța necesară. Localul a fost salvat prin intervenția lui Nicolae Ceaușescu, care a hotărât să fie păstrată și consolidată.
În 1997, colegiul reia vechiul nume de Carol I. Bustul lui Bălcescu, din holul mare al Colegiului este postat in exterior, in fața intrării în Teatrul Liric.
După revoluția română din 1989, efectivele de elevi cresc aproape la 2000. Se renunță la uniformă Arhivat în 18 februarie 2007, la Wayback Machine., muncă patriotică și defilare.
Clădirea liceului este clasată pe lista monumentelor istorice din județul Dolj, cu codul  DJ-II-m-A-08056.

## Revistele colegiului
- 1891 - "Revista școalei" - animator a fost elevul Gheorghe Țițeica, cel mai mic dintre redactori. A debutat aici poetul Traian Demetrescu.
- 1919 - "Tinerimea școlară" - printre colaboratori, elevul Marcel Romanescu, din familia primarului Romanescu. Apărea lunar și cuprindea critică literară, traduceri, creații originale, rubrica "Revista revistelor"
- 1922 - "Note matematice și științifice" - devine buletinul oficial al "Societății de matematică"
- 1927 - "Licăriri" - printre colaboratori se numără pictorul Ion Țuculescu. Începe să aibă un caracter enciclopedic, în paginile ei publicându-se articole pe teme științifice și literar-artistice
- 1931 - "Ioan Maiorescu"- de la început a fost "revista elevilor". Conținea rubrici inedite: "Cărți și reviste", "De vorbă cu elevii", "Șah"

- în 1934 își încetează apariția, ca să reapară după cinci ani
- în 1948, odată cu schimbarea numelui liceului în "Nicolae Bălcescu", revista primește același nume
- în 1986 revista elevilor "Licăriri" ia numele "Ioan Maiorescu"
- în 1987 apare numărul omagial al revistei la 175 de ani de la nașterea profesorului Ioan Maiorescu, primul director în școala mare (cea veche)
- după Revoluția din 1989, revista "Ioan Maiorescu" apare în serie nouă și este premiată în 1994 la "Concursul național al revistelor elevilor"
- în 2000 - apare numărul 8 "Mer-Mère" în cadrul programului "Socrates" al Uniunii Europene
- în 2001 - număr omagial dedicat împlinirii a 175 de ani de la crearea liceului
- "Jurnal de corespondență" - conceput cu scopul de "a se ocupa cu legătura dintre școală și familie"

- 1935 - "Pitagora" - este o revistă a profesorilor de matematică - printre colaboratori se numără Dan Barbilian (poetul Ion Barbu)

- 1938 - "Platon" - era revista de matematică a elevilor

- 1940 - "Revista tineretului" - era revista elevilor interni

- 1948 - "Nicolae Bălcescu" - odată cu schimbarea numelui liceului, și revista "Ioan Maiorescu" devine "Nicolae Bălcescu"

Reviste în perioada comunistă:
- "Licăriri" (revista elevilor de liceu)
- "Picături de rouă" (revista elevilor de gimnaziu)
- "Revista de matematică" (supliment tematic)
- "Corpuscul" (revistă de fizică, apare sporadic)
- "Un altar cu singurătăți" - caiete de creație - (revista cenaclului literar)
- "Ioan Maiorescu" (serie nouă - din 1986)

Reviste astăzi:
- "Ioan Maiorescu" (acum cu un număr omagial)
- "Gheorghe Tițeica" - Revista de matematică
- "Catcher" (revistă în limba engleză)
- "Mer - Mère" (revistă în limba franceză - număr special al revistei "Ioan Maiorescu")
- "Un altar cu singurătăti" (caiete de creație)

## Profesori celebri
Mihai Brădăteanu, Petre Cernătescu, Ilie Constantinescu, Nicolae Dinculescu, Tiberiu Iliescu, Ion Florescu , George Firănescu, C.D. Fortunescu, Ion Ionescu Argetoaia, Virgil Joiță, Vasile Mihăilescu, Ion St. Paulian, Traian Păunescu-Ulmu, Atanase (Sică) Petrescu, Constantin Piscati, Ion Scânteie, Tudor Ștefănescu, Dumitru Theodorescu, Iuliana Coravu, Liliana Niculescu, Virgiliu Schneider, Mărioara Daqui-Herrera.  

## Absolvenți renumiți
- Theodor Aman,
- Eugen Angelescu,
- Alexandru Balaci,
- Nicolae Bănescu,
- Marcu Botzan,
- Gheorghe Chițu,
- Dumitru Combiescu,
- Nicolae Condiescu,
- George Constantinescu,
- Daniela Crăsnaru,
- Traian Demetrescu,
- Doina Drăguț,
- George Marin Fontanin
- George Fotino,
- Valentin Al. Georgescu,
- Vasile Georgescu Paleolog,
- Dimitrie Gerota,
- Tudor Gheorghe,
- Traian Gheorghiu,
- Ovidiu Ghidirmic,
- Eugen Ionescu,
- Radu Gyr,
- Traian Lalescu,
- Constantin Lupeanu,
- Alexandru Macedonski,
- Titu Liviu Maiorescu,
- Alexandru Marcu,
- Duiliu Marcu,
- Nicolae Mateesco-Matte,
- Cristea Mateescu,
- Ion Gheorghe Maurer,
- Gib Mihăescu,
- Ștefan Milcu,
- Alexandru Mironov,
- Ludovic Mrazec,
- Ilie Murgulescu,
- Traian Negrescu,
- Jean Negulescu,
- Constantin S. Nicolaescu-Plopșor,
- Gheorghe Niculescu,
- Mihai Pătrașcu (informatician)
- Adrian Păunescu,
- Amza Pellea,
- Nicolae Petrulian,
- Dionisie Pippidi,
- Nicolae Popescu (matematician),
- Nicolae Chiriac Quintescu,
- Constantin Rădulescu-Motru,
- Simion Stoilov,
- Sabba Ștefănescu,
- Ioan Tanoviceanu,
- Gheorghe Tătărăscu,
- Nicolae Titulescu,
- Gheorghe Țițeica,
- Petre Vancea,
- Nicolae Vasilescu-Karpen,
- George Vâlsan,
- Vlad Voiculescu,
- Ștefan Voitec,
- Mihail Drumeș,
- Stroe Ionut Marian,
- Vasile Marian.

## Legături externe
- Pagina liceului
- Pagina primăriei Craiova despre istoria învățământului craiovean Arhivat în 25 februarie 2012, la Wayback Machine.
- Informații despre liceu Arhivat în 5 iunie 2007, la Wayback Machine.